# Eslövs station
Eslöv är en järnvägsstation i Eslöv i Skåne län. Det första stationshuset byggdes 1858, det andra 1866 och det nuvarande, som är det tredje i ordningen, 1914. Det nuvarande stationshuset ritades av chefsarkitekten för Statens Järnvägars arkitektkontor Folke Zettervall, och förklarades som statligt byggnadsminne 1986. Från 23 mars 2007 ingår även den äldre delen av gångtunneln (den numera stängda tunneln för post- och godstransporter under stationsbyggnaden) från 1915, perrongtaket och perrongtrappornas överbyggnader i byggnadsminnet.
| ” | Eslöv är ett utpräglat järnvägssamhälle, och järnvägen bidrog till att Eslöv 1911 fick stadsrättigheter. Själva stationshuset är sedan tidigare byggnadsminne, och dagens regeringsbeslut innebär att även en gångtunnel, en trappöverbyggnad samt perrongtaket får motsvarande skydd. | „ |

## Historia
Eslöv var fram till 1980-talets början en järnvägsknutpunkt. Efter att Eslövs station vid Södra stambanan invigdes byggdes inom loppet av tio år två anslutande banor, Ystad–Eslövs Järnväg (YEJ) mot Ystad öppnad 1865 och en Landskrona & Helsingborgs Järnvägar (L&HJ) mot Landskrona öppnad samma år. 1898 öppnades en bana mot Hörby och Kristianstad. 1906 invigdes även en bana till Klippan. Stationen omfattade allt fler resenärer och godstrafik, och därför byggdes en ny påkostad station med en underjordisk tunnel som anslutning till perrongerna 1913. Det var den första järnvägsstationen i Sverige som hade planskild anslutning till perrongerna i form av en tunnelförbindelse för "person- och resgodstrafik". Stationen fick tre plattformar för att kunna hantera trafiken i flera olika riktningar samtidigt. Spår 1 går mellan stationshuset och den första plattformen.

## Nyare tid
Efter 1950-talet och under de senaste decennierna har stationen tappat mycket av sin forna betydelse. 1961 lades banan mot Klippan ner och 1967 banan mot Kristianstad. 1981 lades så banan mot Ystad ned och persontrafiken till Landskrona upphörde. Därmed var det slut med epoken som järnvägsknut. Rååbanan mellan Eslöv och Teckomatorp användes därefter enbart som omledningsbana vid behov, tills sträckan upprustades och återinvigdes för persontrafik 2016.
Även trafiken som stannar vid stationen har ändrat karaktär. Tidigare stannade alla Intercitytåg på Södra stambanan här. När X2000 lanserades på Södra stambanan valde Statens Järnvägar (SJ) att inte göra uppehåll vid Eslöv. Så småningom drogs även Intercity-uppehållen in, och idag stannar endast Pågatågen, Öresundståg  och Snälltåget vid Eslövs station.

## Upprustning
Sedan 1980-talet har stationsområdet successivt förminskats, då inte lika många plattformar längre behövs. En av de två perrongerna i mitten av bangårdsområdet, en perrong som tidigare hade spår 5 och 6 och främst användes för tågen mot Ystad, stängdes när persontrafiken mot Ystad och Landskrona försvann i början av 1980-talet. Rivning av plattformen har diskuterats, men är i avvaktan i väntan på att hela bangårdsområdet byggs om då man tänker riva bort flera onödiga spår. 
Banverket har planerat att bygga om hela bangårds- och stationsområdet sedan 1990-talet men det har ej ännu blivit av. Förutom upprustning av spår och rivning av överflödiga spår vill man bygga en ny gångtunnel till plattformarna som används. Idag går tunneln direkt in i stationshuset, vilket leder till att hela stationshusets vänthall måste hållas öppen så länge tågtrafiken är igång. En förstudie gjordes av Banverket 2005 om att bygga en ny planskild förbindelse. Mellan 2009 och 2011 genomfördes ett antal arbeten på stationen. Där ingick ombyggnationer av plattformarna, byte av skyltning och ett längre mötesspår för att förenkla tågmöten.
2009 lade Jernhusen ut stationshuset till försäljning. Fastigheten köptes av BA Bygg. Eslövs kommun lämnade ett bud om 1 kr vilket Jernhusen ej antog.

## Linjetabell
Eslövs station
| Riktning från       | Föregående station | Linje       | Linje       | Linje       | Linje       | Linje       | Nästa station | Riktning mot                           |
| ------------------- | ------------------ | ----------- | ----------- | ----------- | ----------- | ----------- | ------------- | -------------------------------------- |
| København H–Malmö C | Lund C             | Öresundståg | Öresundståg | Öresundståg | Öresundståg | Öresundståg | Höör          | Hässleholm C–Kalmar eller Karlskrona   |
| Trelleborg–Malmö C  | Örtofta            | Pågatågen   | Pågatågen   | Pågatågen   | Pågatågen   | Pågatågen   | Stehag        | Hässleholm C–Kristianstad C eller Höör |
| Hyllie–Malmö C      | Lund C             | Pågatågen   | Pågatågen   | Pågatågen   | Pågatågen   | Pågatågen   | Marieholm     | Helsingborg C                          |
| Malmö C             | Lund C             | Snälltåget  | Snälltåget  | Snälltåget  | Snälltåget  | Snälltåget  | Hässleholm    | Stockholm C                            |

## Galleri

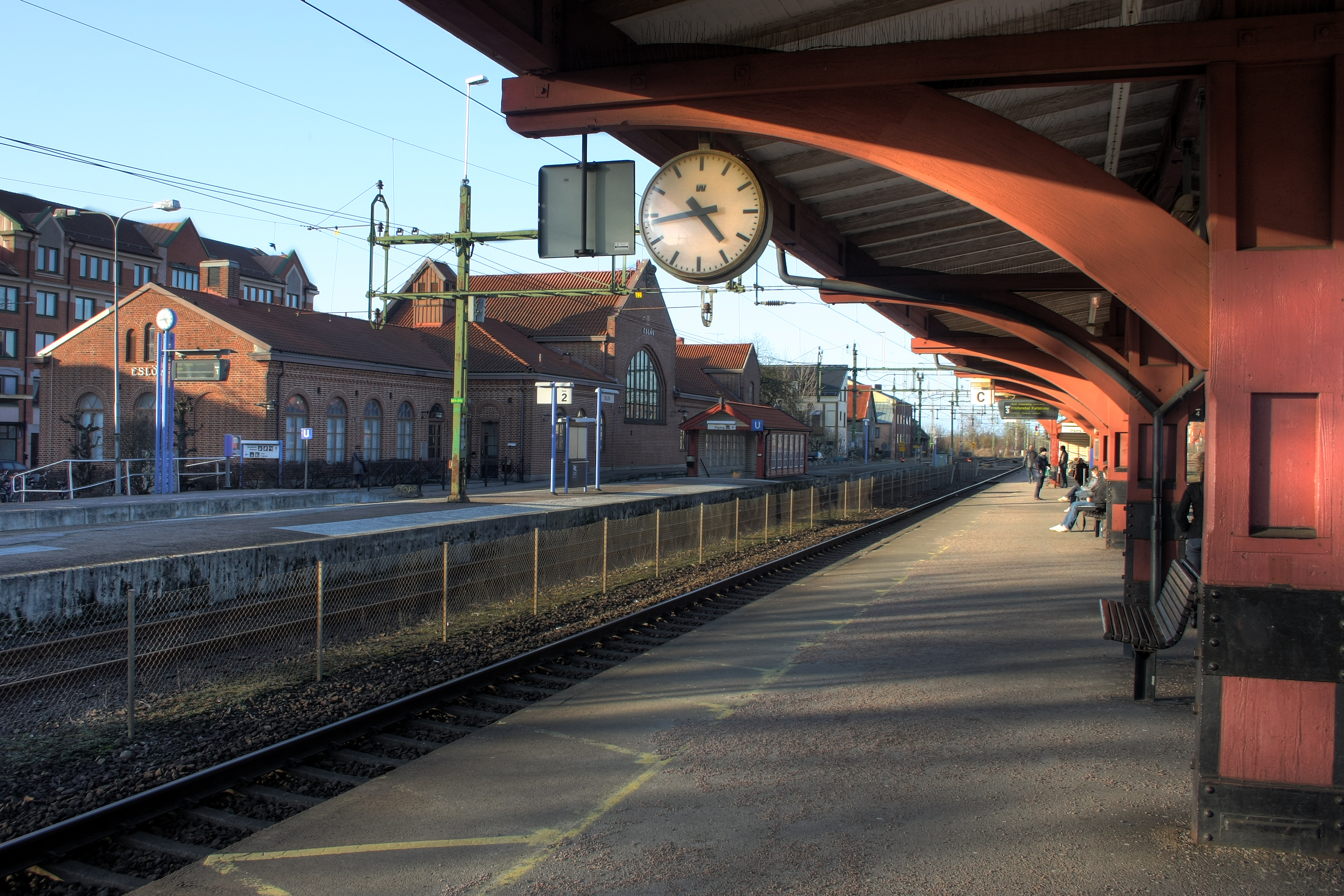
Plattform på Eslövs station.
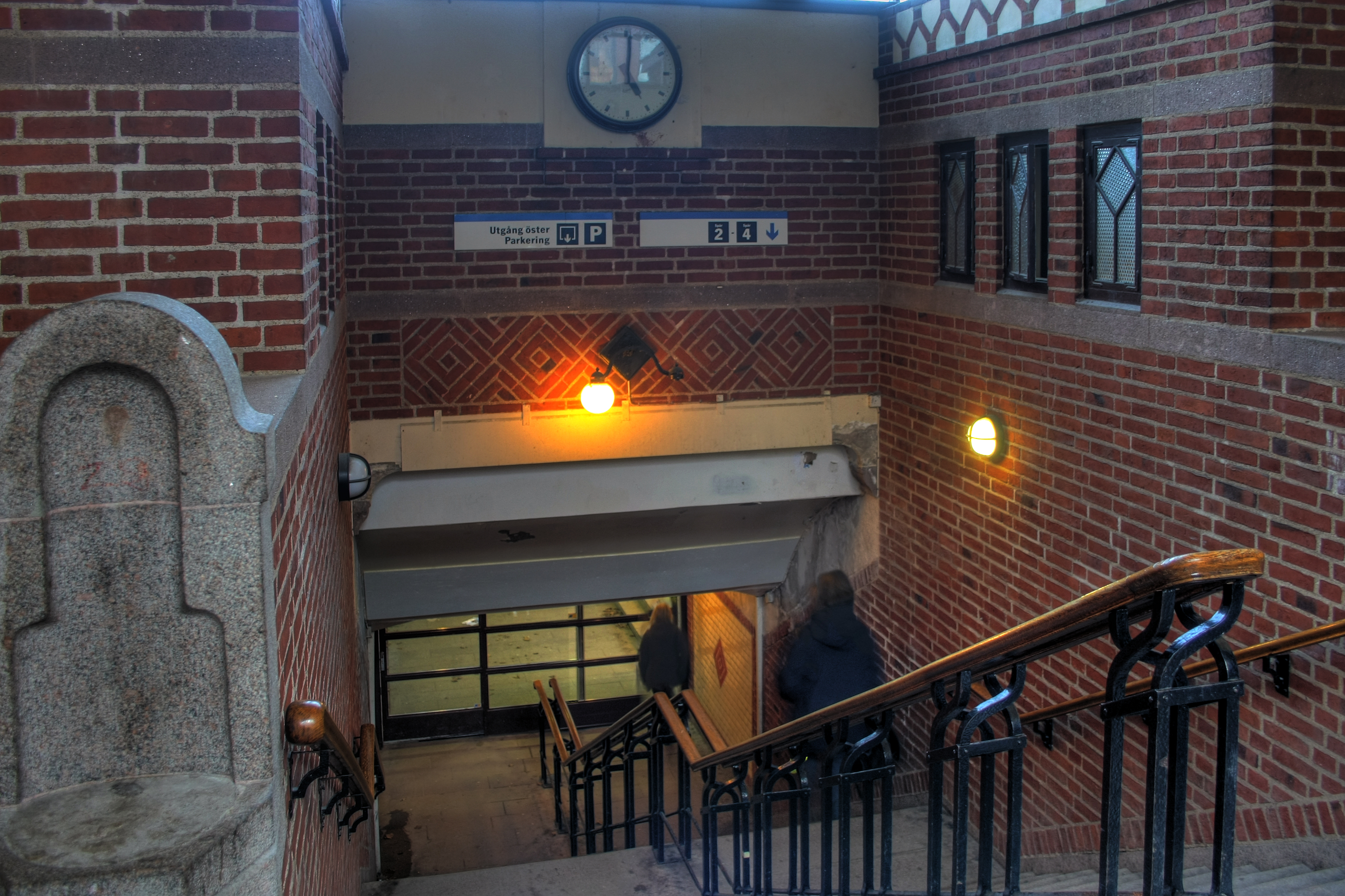
Entré till gångtunneln.
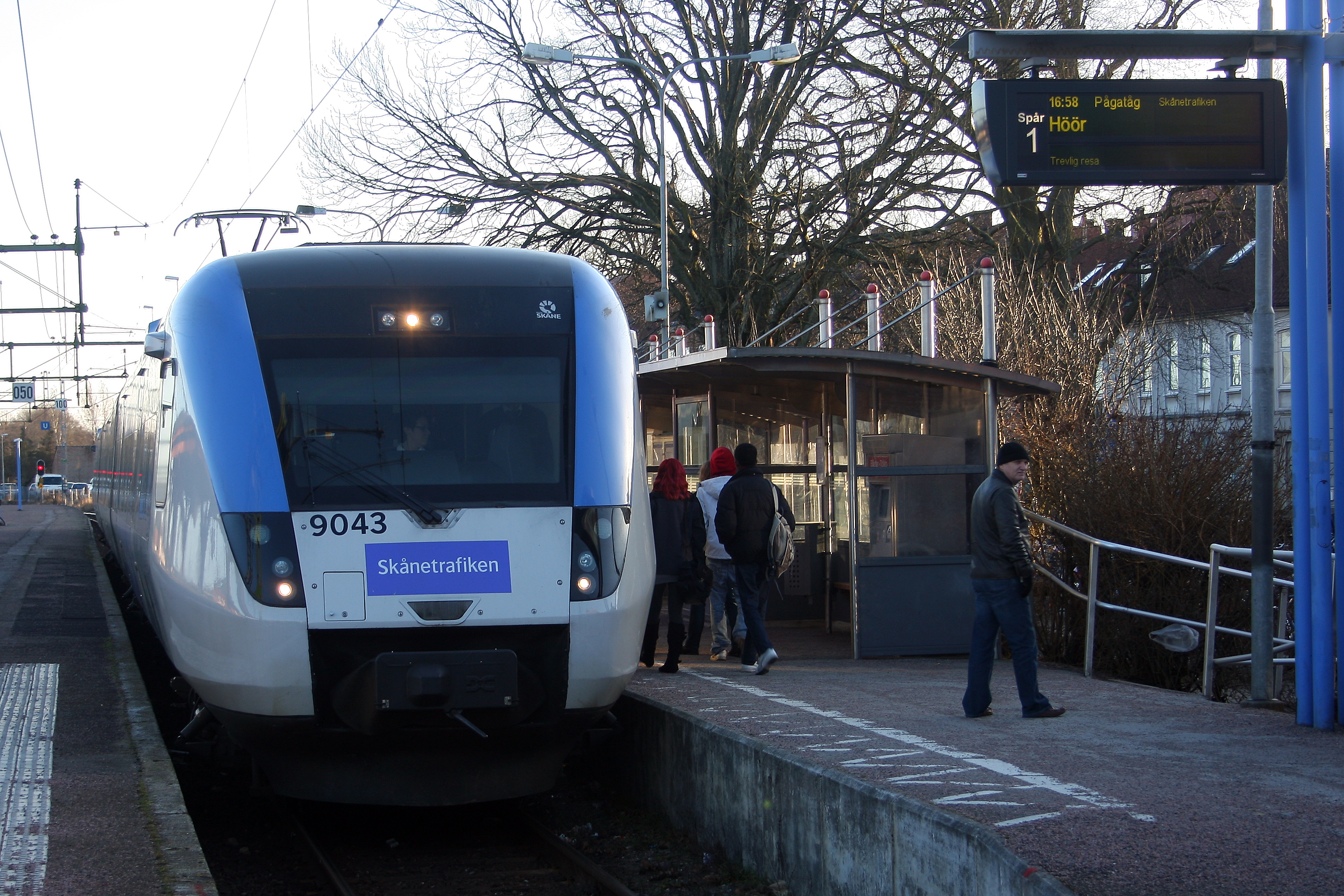
Tåg vid Eslövs station.